# Приворотень яйлинський
Приворотень яйлинський (Alchemilla jailae) — вид квіткових рослин родини трояндових (Rosaceae).

## Біоморфологічна характеристика
Це багаторічна рослина 20–30 см заввишки. Прикореневі листки на краю хвилясті, їхні ніжки червоніють. Лопаті листків дугоподібні, з глибокими надрізами між ними; кожна лопать із 3–6 великими тупими зубцями.

## Поширення
Ендемік Криму, Україна.
В Україні вид росте на кам'янистих яйлах і узліссях — у гірському Криму, спорадично.